# Guido Dorso
(La Rivoluzione Meridionale)
Guido Dorso (Avellino, 30 maggio 1892 – Avellino, 5 gennaio 1947) è stato un politico, meridionalista ed antifascista italiano.

## Le origini
La sua famiglia apparteneva a quella piccola borghesia legata al mondo impiegatizio che, ormai, non credeva più nell'unificazione nazionale e nei benefici che avrebbe potuto ricavarvi. I suoi primi interventi culturali ebbero come oggetto la filosofia e la storia moderna, calata «nei fondamentali avvenimenti del Risorgimento italiano e nella costruzione dell'unità della nazione. Il giovanissimo Guido Dorso dedicò appunto la sua tesi di laurea a questi temi ed in particolare alla personalità che più delle altre seppe interpretarli da un punto di vista raffinatamente giuridico oltre che, naturalmente, etico-politico: Pasquale Stanislao Mancini».
Nel 1914 uno dei suoi primi interventi aventi un tema politico. Sul primo numero de "La Fiaccola", giornale ad indirizzo democratico-repubblicano, pubblicò un articolo il cui tema era il recente Patto Gentiloni.
Si laureò in giurisprudenza nel maggio del 1915 con una tesi di laurea dal titolo "La politica ecclesiastica di Pasquale Stanislao Mancini".

## L'esordio nella vita politica
Il vero e proprio esordio di Dorso si deve però far risalire alla collaborazione col foglio interventista "Il Popolo d'Italia", il quotidiano fondato da Benito Mussolini. Una collaborazione breve, fatta in tutto da soli otto articoli, scritti tutti tra il 1º gennaio e il 26 maggio 1915:
1. "La neutralità del Mezzogiorno", in "Cronache politiche italiane", "Il Popolo d'Italia", Milano, Anno II, nº 1 del 1 gennaio 1915, Pag. 3
2. "I paladini della neutralità nel Mezzogiorno d'Italia. Scarfoglio fa il "tedesco"!", "Il Popolo d'Italia", Milano, Anno II, nº 5 del 5 gennaio 1915, Pag. 3
3. "Meridional-Sozial-Democratie", in "Cronache politiche italiane", "Il Popolo d'Italia", Milano, Anno II, nº 18 del 18 gennaio 1915, Pag. 3
4. "L'Austria-Ungheria e l'intervento italiano", "Il Popolo d'Italia", Milano, Anno II, nº 36 del 5 febbraio 1915, Pag. 3
5. "L'intervento è necessario anche e soprattutto per il Mezzogiorno", in "Cronache politiche italiane", "Il Popolo d'Italia", Milano, Anno II, nº 97 del 8 aprile 1915, Pag. 2
6. "La stampa neutralista del Mezzogiorno d'Italia alla gogna", "Il Popolo d'Italia", Milano, Anno II, nº 130 del 12 maggio 1915, Pag. 2
7. "La sconfitta di Giolitti e le sue conseguenze nel Mezzogiorno", in "Cronache politiche italiane", "Il Popolo d'Italia", Milano, Anno II, nº 141 del 23 maggio 1915, Pag. 3
8. "Il Mezzogiorno in armi", "Il Popolo d'Italia", Milano, Anno II, nº 144 del 26 maggio 1915, Pag. 2

Nel settembre dello stesso anno, fu chiamato alle armi per prendere parte alla prima guerra mondiale, interrompendo, in questo periodo, la sua collaborazione ai giornali. Quest'ultima riprende solo nel 1919, quando Dorso comincia la pubblicazione del settimanale "Irpinia Democratica", di cui vedono la luce però solo i primi quattro numeri, finché nel 1923, Dorso non diventa direttore del settimanale  "Corriere dell'Irpinia".
Dalle pagine di quest'ultimo, Dorso contesta duramente il Fascismo, ed i suoi articoli suscitano l'interesse di Piero Gobetti, che nel giugno del 1923 lo invita a collaborare alla sua rivista “La Rivoluzione Liberale”. Delle riflessioni partorite durante questa fase, è frutto il suo più celebre saggio "La rivoluzione meridionale" nel quale Dorso auspicava per il meridione, la nascita di una nuova classe dirigente di severo rigore morale. Per la nascita dei cosiddetti "Gruppi Liberali", che dovevano rappresentare un momento di aggregazione politica del giornale torinese, Dorso ebbe l'incarico di scriverne l'articolo programmatico curando una nuova rubrica dal titolo "Vita meridionale" e da cui nacque un breve saggio, l'"Appello ai meridionali".

## Il ritiro
A partire dal 1925, in seguito alla promulgazione delle "leggi eccezionali", Dorso si ritira dalla vita pubblica, cercando il più possibile di non essere coinvolto in problemi a carattere politico, così come era avvenuto ad altri noti intellettuali dell'epoca avversi al regime.
Si dedica quindi alla professione di avvocato civilista, senza mai tralasciare però gli studi politici. Nel 1938 si impegna per una ricerca sistematica per un'ampia biografia di Mussolini, di cui vedono la luce però solo i primi capitoli. Con la caduta del regime fascista nel 1943, Dorso torna all'attivismo politico intervenendo con una quindicina di articoli su diversi giornali.

## Il Partito d'Azione
Successivamente si iscrive al Partito d'Azione, riprendendo con nuovo vigore l'idea della necessità della formazione della nuova classe dirigente meridionale, in grado di sostituirsi ad uno Stato burocratico accentratore temporaneamente in crisi. L'adesione al partito fu comunque caratterizzata da alti e bassi. Di questi anni è la memorabile "Relazione sulla questione meridionale", pronunciata a Cosenza il 6 agosto 1944, durante il primo Congresso del Partito d'Azione.

## Dopo l'8 settembre
Nel dicembre dello stesso anno per iniziativa di Dorso e del Partito d'Azione, si tiene a Bari il primo "Convegno di studi sui problemi del Mezzogiorno", cui Dorso partecipa con un saggio sulla classe dirigente  meridionale. Dal luglio al dicembre 1945 dirige il quotidiano l'Azione, pubblicando alcuni importanti articoli che più tardi vengono da lui stesso raccolti col titolo L'occasione storica, e nei quali Dorso afferma la necessità di cogliere al volo l'opportunità fornita dalla storia di far nascere la nazione, completando il risorgimento, dopo che la conquista piemontese del Mezzogiorno aveva sciolto diversamente l'alternativa tra guerra regia e guerra di popolo.

## Il dissenso
Nel dicembre del 1945 si dimette dal Partito d'Azione in seguito alla constatazione del venir meno dell'impegno meridionalistico.
Alle prime elezioni della neonata Repubblica Italiana, il 2 giugno 1946, si presenta a capo di una lista di Concentrazione Democratica Repubblicana, la quale include molti dei meridionalisti campani e pugliesi, ma che non ottiene un numero sufficiente di voti per l'ingresso in parlamento.

## Il decesso
Gli viene offerta la direzione de "La Nazione" di Firenze, ma è costretto a rinunciarvi a causa del peggiorare delle sue condizioni di salute. Muore a causa di uno scompenso cardiaco.

## Opere
- La rivoluzione meridionale. Saggio storico-politico sulla lotta politica in Italia, Torino, Piero Gobetti editore, 1925. Ristampa anastatica con introduzione di Francesco Saverio Festa, Avellino,  Mephite editore, 2003.
- L'occasione storica, Torino, Einaudi 1949.
- Dittatura, classe politica e classe dirigente, Torino, Einaudi 1949.
- Mussolini alla conquista del potere, Torino, Einaudi 1949.
- Responsabilità storica, a cura di Toni Iermano, Avellino, Mephite editore, 2007
- Tutti gli scritti dal Corriere dell'Irpinia 1923-1925, a cura di Francesco Saverio Festa e Mariagiovanna Silvestri, Avellino, De Angelis editore, 2010.